# Kurdy Fehér János
Kurdy Fehér János (írói álneve: Szerb Máté) (Vác, 1964. május 12. –) költő, művészeti író, forgatókönyvíró.

## Életpályája
1983–1984 között a Juhász Gyula Tanárképző Főiskola magyar-népművelés szakos hallgatója volt. 1984–1990 között a József Attila Tudományegyetem Bölcsészettudományi Karának magyar történelem, 20. századi irodalom és irodalomelmélet szakán tanult. 1987–1988 között az NSZK-ban tanult. 1990–1991 között az ELTE BTK művészettörténet-esztétika szakos hallgatója volt. 1997-ben a Goethe Intézet ösztöndíjasa volt.
Az 1980-as évek elejétől publikál verseket, többek közt képzőművészeti és művészetelméleti esszéket, tanulmányokat, cikkeket ír. Michael Krüger verseinek fordítója.

## Művei
- A nagy tudomány; MBT, Bp., 1990 ("Ifjú szívekben élek")
- Valóság Museion (versek, 1996)
- Kontinentális áramlatok. Baranyai Levente festészetéről (2007)

## Díjai
- Móricz Zsigmond-ösztöndíj (1991)